# Arktika
Arktika var en urtida kontinent, som bildades för uppskattningsvis 2,5 miljarder år sedan, under Neoarkeikum-epoken. Arktika bestod av de kanadensiska och sibiriska sköldarna, och det mesta som finns kvar finns i dag främst i Arktisområdet, runt Nordpolen.

### Fotnoter
1. ↑  ”Continents” (på engelska). Eassyweb. 21 mars 2008. Arkiverad från originalet den 14 september 2014. https://web.archive.org/web/20140914175526/http://essayweb.net/geology/quicknotes/continents.shtml. Läst 30 augusti 2014.